# Championnat de Nouvelle-Zélande de football 1975
Navigation
Saison précédente Saison suivante
La saison 1975 du Championnat de Nouvelle-Zélande de football est la 6e édition du championnat de première division en Nouvelle-Zélande. La NSL (National Soccer League) regroupe dix clubs du pays au sein d'une poule unique, où ils s'affrontent deux fois au cours de la saison, à domicile et à l'extérieur. À la fin de la compétition, le dernier du classement est relégué et remplacé par le meilleur club des ligues régionales sont promues parmi l'élite.
C'est le club de Christchurch United AFC qui remporte la compétition après avoir terminé en tête du classement final, avec trois points d'avance sur le duo North Shore United AFC-Blockhouse Bay. C'est le deuxième titre de champion de Nouvelle-Zélande de l'histoire du club, après celui remporté en 1973. Le club de Christchurch réussit même le doublé en s'imposant en finale de la Coupe de Nouvelle-Zélande face à Blockhouse Bay.
Le tenant du titre, Mount Wellington AFC, ne termine que cinquième, à huit points de Christchurch.

## Les clubs participants
| - Blockhouse Bay - Christchurch United AFC - Eastern Suburbs AFC - Stop Out - North Shore United AFC | - Gisborne City AFC - New Brighton AFC - Mount Wellington AFC - Wellington City - Caversham AFC - Promu de D2 |

## Compétition

### Classement
Le barème utilisé pour établir le classement est le suivant :
- Victoire : 2 points
- Match nul : 1 point
- Défaite : 0 point

| Rang | Équipe                      | Pts | J  | G  | N  | P  | Bp | Bc | Diff |
| ---- | --------------------------- | --- | -- | -- | -- | -- | -- | -- | ---- |
| 1    | Christchurch United AFC (C) | 26  | 18 | 11 | 4  | 3  | 35 | 16 | +19  |
| 2    | North Shore United AFC      | 23  | 18 | 8  | 7  | 3  | 33 | 18 | +15  |
| 3    | Blockhouse Bay              | 23  | 18 | 9  | 5  | 4  | 29 | 21 | +8   |
| 4    | Caversham AFC (P)           | 18  | 18 | 4  | 10 | 4  | 21 | 19 | +2   |
| 5    | Mount Wellington AFC (T)    | 18  | 18 | 7  | 4  | 7  | 19 | 19 | 0    |
| 6    | Stop Out                    | 18  | 18 | 7  | 4  | 7  | 22 | 24 | -2   |
| 7    | Eastern Suburbs AFC         | 17  | 18 | 7  | 3  | 8  | 24 | 33 | -9   |
| 8    | Gisborne City AFC           | 14  | 18 | 5  | 4  | 9  | 13 | 25 | -12  |
| 9    | New Brighton AFC            | 12  | 18 | 4  | 4  | 10 | 18 | 28 | -10  |
| 10   | Wellington City             | 11  | 18 | 3  | 5  | 10 | 18 | 29 | -11  |

|  | Champion de Nouvelle-Zélande 1975                                                       |
|  | Relégation directe en deuxième division                                                 |
|  | (T) : Tenant du titre (C) : Vainqueur de la Coupe de Nouvelle-Zélande (P) : Promu de D2 |

## Bilan de la saison
| Championnat de Nouvelle-Zélande de football 1975                             |                                    |
| Champion                                                                     | Christchurch United AFC (2e titre) |
| Coupes et trophées                                                           |                                    |
| Vainqueur de la Coupe de Nouvelle-Zélande 1975                               | Christchurch United AFC            |
| Promotions et relégations                                                    |                                    |
| Promus en Championnat de Nouvelle-Zélande de football                        | Wellington Diamond United          |
| Relégués en Championnat de Nouvelle-Zélande de football de deuxième division | Wellington City                    |